# 69P/Тэйлора
Комета Тэйлора (69P/Taylor) — короткопериодическая комета из семейства Юпитера, которая была открыта 24 ноября 1915 года южно-африканским астрономом Clement J. Taylor в Кейптауне, Южная Африка. Обладает довольно коротким периодом обращения вокруг Солнца — всего чуть более 7,6 года.

Орбита кометы Тэйлора и её положение в Солнечной системе

Во время одного из недавних сближений с Землёй (14 января 1998 года) комета Тэйлора оказалась неожиданно яркой и достигла видимого блеска 12,0m.

## История наблюдений
Периодичность этой кометы была установлена ещё в середине декабря 1915 года, незадолго до её сближения с Зёмлёй 31 декабря. Это сделали американские астрономы Нойбауэр и Джефферс из университета Беркли, США, когда определили период её обращения, как равный 5,3 года. В дальнейшем эта цифра неоднократно пересматривалась и на данный момент период обращения кометы считается равным 2793 дням или 7,648 года.
Жорж ван Бисбрук, проведя наблюдения этой кометы в Йеркской обсерватории в ночь с 3 на 4 февраля 1916 года, отметил вытянутую форму её ядра. А чуть позднее, 10 числа, его коллега из той же обсерватории Эдвард Барнард обнаружит «две совершенно различных кометы, чьи туманности смешались друг с другом». Барнард установил, что фрагмент [A] (южный) был более ярким и хорошо выделялся среди комы в виде яркого пятна, в то время как фрагмент [B] (северный), был более блёклым и не имел определённых очертаний. 23 марта 1916 года состоялось последнее наблюдение кометы.
Предполагалось, что следующий раз комета появится в перигелии на 13 июня 1922 года, но будет располагаться в неблагоприятном положении по отношению к Солнцу, поэтому наблюдать её предлагалось за несколько месяцев до прохождения перигелия. Но обнаружить комету в этот раз так и не удалось. Различные расчёты предсказывали появление кометы 21—28 октября 1928 года, но все наблюдения были безуспешны — комета оказалась утеряна.
Долгое время обнаружить комету не удаётся, но 25 января 1977 года, занимаясь изучением фотопластин, полученных в ночь с 13 на 14 декабря 1976 года в Паломарской обсерватории, США, американский астроном Чарльз Коваль обнаруживает комету, которая по своим орбитальным характеристикам совпадает с кометой Тэйлора. Это оказался фрагмент ядра [B], фрагмент [A] обнаружить так и не удалось. Интересно, что появление этой кометы в 1976 году было предсказано советскими астрономами Н. А. Беляевым и В.В. Емельяненко. Как оказалось, они ошиблись всего на 1,4 суток.